# Bom Dia Esperança
Bom Dia Esperança é um programa religioso exibido desde o dia 26 de maio de 2025, com apresentação de Deive Leonardo, no SBT, sendo transmitido durante a transição entre a Programação local e o SBT Manhã.

## História

### Antecedentes
Apesar de Silvio Santos ter declarado desde a fundação que o SBT não possui uma religião fixa, a emissora já chegou a exibir alguns institucionais religiosos na programação, sendo eles uma mensagem lida pelo locutor Ramos Calhelha ao encerramento do programa Porta da Esperança entre 1984 e 1996 com uma imagem de um ator interpretando Jesus em um fundo preto iluminado com uma lâmpada.
Em 1993 o SBT, em parceria com a organização católica Associação Palavra Viva, estreou o Palavra Viva, que era um mini-programa de um a três minutos onde eram exibidas situações do cotidiano dramatizadas por atores que sempre encerrava com uma mensagem bíblica, tendo a participação de nomes conhecidos como Rosi Campos, Renato Consorte, Alynthor Magalhães Júnior e Maurício Machado. A atração era exibida logo após a abertura das transmissões e também era transmitida na Redevida e na TVE Brasil. O programa foi extinto em 2000.

### Produção
Deive Leonardo passou a frequentar o SBT em meados de 2023, realizando pequenas participações nos programas da casa e nos bastidores da emissora, organizando palestras motivacionais. Sua presença aumentou na casa em 2024 quando integrou o elenco do Chega Mais, comandando um quadro onde ajudava pessoas a superar obstáculos da vida. No dia 15 de maio de 2025, a emissora anunciou oficialmente a contratação de Deive para comandar um programa religioso transmitido durante o intervalo do Primeiro Impacto, intitulado Bom Dia Esperança. Em 4 de junho o programa teve o horário alterado, passando a ser exibido antes do Bom Dia & Companhia e não sendo mais transmitido nacionalmente, já que a faixa das 6h ás 7h30 é local. No dia 12 sofreu outra modificação, voltando a ser exibido nacionalmente das 7h30 ás 7h35.